# قطعنامه ۷۴۴ شورای امنیت
قطعنامه ۷۴۴ شورای امنیت سازمان ملل متحد که در تاریخ ۲۵ فوریه ۱۹۹۲ تصویب شد، سندی بین‌المللی دربارهٔ پذیرش اعضای جدید سازمان ملل متحد: سن مارینو است. این قطعنامه طی نشست ۳۰۵۶ام تصویب شد.